# Schulversuch

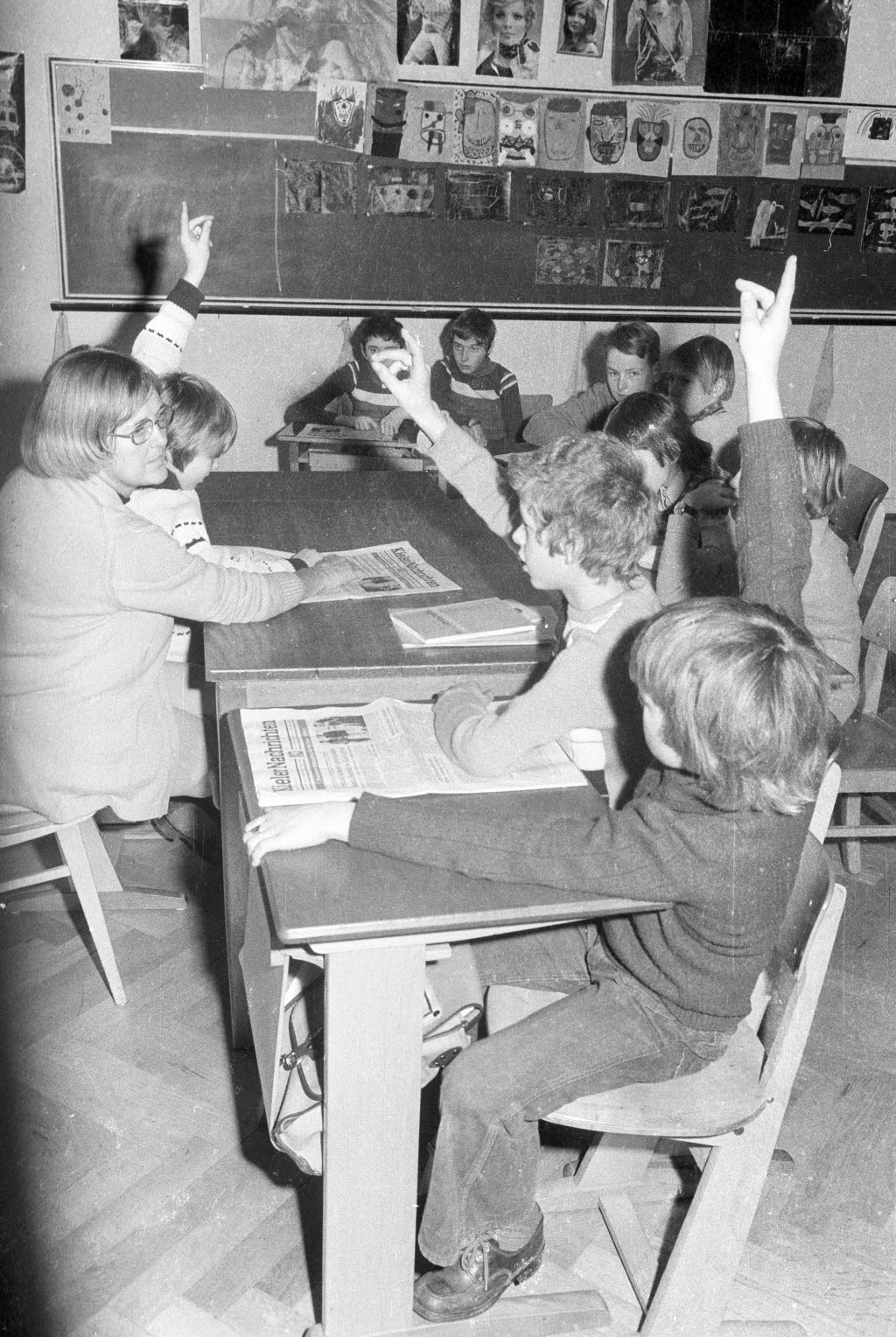
Im Rahmen eines Schulversuchs diskutieren Schüler das aktuelle Zeitgeschehen anhand einer Tageszeitung (1974)

Ein Schulversuch ist eine Probephase, in der an einer oder mehreren Schulen mit Zustimmung und unter Überwachung einer Schulbehörde (Kultusministerium, Unterrichtsministerium) eine neue Organisationsform (Modellversuch) oder Unterrichtsmethode ausprobiert wird.
Schulversuche dienen dazu, schulische Projekte zu überprüfen, bevor sie in das „reguläre“ Schulwesen übernommen werden: Bei einem Schulversuch wird in ausgewählten Schulen zunächst probeweise ein Durchlauf mit der neuen Organisationsform durchgeführt. Dieser sollte idealerweise engmaschig kontrolliert und reflektiert werden, damit der jeweilige Gesetzgeber die Neuerung gegebenenfalls flächendeckend einführen kann, wenn er (mehrheitlich) zu dem Ergebnis kommt, dass die Änderung sich bewährt hat.
Eine zweite Anwendung ist, Schulen im Rahmen einer Schulautonomie den Raum zu individuellen Unterrichtsformen zu ermöglichen.

## Nationales

### Deutschland
Die rechtlichen Rahmenbedingungen für Schulversuche sind in den Ländern unterschiedlich gesetzlich geregelt, wobei das jeweilige Schulgesetz die Voraussetzungen festlegt. So enthält § 25 Schulgesetz NRW die Grundlage für die Durchführung von Schulversuchen in Nordrhein-Westfalen. Schulversuche dienen danach dazu, das Schulwesen weiterzuentwickeln. Dazu können auch Abweichungen von Aufbau und Gliederung des Schulwesens zeitlich und im Umfang begrenzt erprobt werden. Grundsätzliche Veränderungen auf Dauer können darauf nicht gestützt werden, sondern nur durch Änderung des Schulgesetzes selbst vorgenommen werden.
Beispiele sind:
- in den 1970er Jahren zu Gesamtschulen.
- siehe Lehr- und Versuchsanstalt
- Schulversuch Gemeinsamer Unterricht in der Sekundarstufe I (Nordrhein-Westfalen)
- Schulversuch Gemeinschaftsschule (Nordrhein-Westfalen)
- Buxtehuder Modell (Niedersachsen)
- Deutsch-Französisches Gymnasium (Saarbrücken, Saarland; Freiburg im Breisgau, Baden-Württemberg)
- Universitätsschule Dresden (Sachsen)
- Schulversuch Hybride Formen des Lehrens und Lernens (Berlin)

### Österreich
Der Schulversuch ist im § 7 Schulorganisationsgesetz (SchOG) geregelt.
Schulversuche waren im Bildungssystem in Österreich lange Zeit ein erfolgreiches Modell für die Bildungsreform wie auch individuellere Lösungen. Zeitweise gab es fast genauso viele Schulversuche wie Schulen (2017: 5300 Schulversuche, 5700 Schulen insgesamt), und in manchen Schulsparten mehr Versuche als Standorte. Getestet wurde so in jüngeren Jahren unter anderem die Zentralmatura, die Neue Mittelschule (Ersatz der Hauptschule), und die Alternative Leistungsbewertung in der Volksschule (Abschaffung der Noten), die alle eingeführt wurden, sowie diverses zum E-Learning, das heute ebenfalls weit verbreitet ist.
Mit der Bildungsreform 2017 (Bildungsreformgesetz BGBl I 138/2017) wurde viel dieses Werkzeuges in die allgemeine Schulautonomie übergeführt (Autonomiepaket). Favorisiert wird also das Modell der Schule mit besonderem Bildungsschwerpunkt als Teil des Regelschulsystems. Schulversuche sind seither nurmehr in Bereichen möglich, die über die Schulautonomie hinausgehen, und sind zeitlich stark befristet (Zahl der Schulstufen zuzüglich zwei weiterer Schuljahre, § 7 Z. 2 SchOG). Außerdem dürfen maximal 5 % aller Schüler von Schulversuchen betroffen sein (§ 7 Z. 8 SchOG). Bestehende Versuche sollen bis Ende Schuljahr 2024/25 in das Regelschulsystem übernommen oder aber beendet werden.
Eine Ausnahme sind die Modellversuche an allgemein bildenden höheren Schulen zur Weiterentwicklung der Sekundarstufe I (Unterstufe) zum Zwecke der Verschiebung der Bildungslaufbahnentscheidung (§ 7a SchOG), das ist die Weiterentwicklung der Neuen Mittelschule zu einer Gesamtschule, wie das ursprünglich angedacht war. Diese Modellversuche sind derzeit auf 10 % aller AHS (einschließlich der privaten Schulen mit Öffentlichkeitsrecht) beschränkt.

## Publikationen
- Peter F. E. Sloane: Modellversuchsforschung. Überlegungen zu einem wirtschaftspädagogischen Forschungsansatz (= Wirtschafts-, berufs- und sozialpädagogische Texte. Bd. 18). Müller Botermann, Köln 1992, ISBN 3-88105-121-X (Zugleich: Köln, Universität, Habilitations-Schrift, 1992).
- Peter F. E. Sloane: Berufsbildungsforschung im Kontext von Modellversuchen und ihre Orientierungsleistung für die Praxis – Versuch einer Bilanzierung und Perspektiven. In: Reinhold Nickolaus, Arnulf Zöller (Hrsg.): Perspektiven der Berufsbildungsforschung. Orientierungsleistungen in der Forschung für die Praxis (= Arbeitsgemeinschaft Berufsbildungsforschungsnetz: AGBFN. Bd. 4). Bertelsmann, Bielefeld 2007, ISBN 978-3-7639-1094-6, S. 11–60.
- Günter Winands: Der Schulversuch. Historische Entwicklung und geltendes Recht. Duncker & Humblot, Berlin 2014, ISBN 978-3-428-14298-9 (zu Deutschland).